# Giải thưởng J.League
Giải thưởng J.League là một lễ trao giải được tổ chức hàng năm bảo tháng Mười hai, khi kết thúc mùa giải. Lễ trao giải này để vinh danh những cầu thủ xuất sắc tại J. League. Để giành được giải thưởng, những người được đề cử phải thi đấu ít nhất là 17 trận trong mùa giải.
Thường thì buổi lễ sẽ diễn ra tại Yokohama Arena, được dẫn chương trình bởi Jon Kabira và Aiko Ishiyama.

## Câu thủ xuất sắc nhất
Cầu thủ xuất sắc nhất J. League được trao bởi J.League.
Shunsuke Nakamura đang giữ một kỉ lục: anh giành giải hai lần và cũng là cầu thủ trẻ nhất và nhiều tuổi nhất giành giải. Năm 2000 (khi 22 tuổi và 2013 (35 tuổi).
| Năm  | Cầu thủ             | Câu lạc bộ           | Quốc tịch |
| ---- | ------------------- | -------------------- | --------- |
| 1993 | Kazuyoshi Miura     | Verdy Kawasaki       | Nhật Bản  |
| 1994 | Pereira             | Verdy Kawasaki       | Brasil    |
| 1995 | Dragan Stojković    | Nagoya Grampus Eight | Nam Tư    |
| 1996 | Jorginho            | Kashima Antlers      | Brasil    |
| 1997 | Dunga               | Júbilo Iwata         | Brasil    |
| 1998 | Masashi Nakayama    | Júbilo Iwata         | Nhật Bản  |
| 1999 | Alessandro Santos   | Shimizu S-Pulse      | Nhật Bản  |
| 2000 | Shunsuke Nakamura   | Yokohama F. Marinos  | Nhật Bản  |
| 2001 | Toshiya Fujita      | Júbilo Iwata         | Nhật Bản  |
| 2002 | Naohiro Takahara    | Júbilo Iwata         | Nhật Bản  |
| 2003 | Emerson             | Urawa Red Diamonds   | Brasil    |
| 2004 | Yuji Nakazawa       | Yokohama F. Marinos  | Nhật Bản  |
| 2005 | Araújo              | Gamba Osaka          | Brasil    |
| 2006 | Marcus Tulio Tanaka | Urawa Red Diamonds   | Nhật Bản  |
| 2007 | Robson Ponte        | Urawa Red Diamonds   | Brasil    |
| 2008 | Marquinhos          | Kashima Antlers      | Brasil    |
| 2009 | Mitsuo Ogasawara    | Kashima Antlers      | Nhật Bản  |
| 2010 | Seigo Narazaki      | Nagoya Grampus       | Nhật Bản  |
| 2011 | Leandro Domingues   | Kashiwa Reysol       | Brasil    |
| 2012 | Hisato Satō         | Sanfrecce Hiroshima  | Nhật Bản  |
| 2013 | Shunsuke Nakamura   | Yokohama F. Marinos  | Nhật Bản  |
| 2014 | Yasuhito Endō       | Gamba Osaka          | Nhật Bản  |

## Đội hình tiêu biểu
Chi tiết, xem Đội hình tiêu biểu J.League.

## Vua phá  lưới
Chỉ có 4 cầu thủ hai lần giành vua phá lưới: Masashi Nakayama, Ryoichi Maeda, Joshua Kennedy và Yoshito Okubo. Bốn cầu thủ khác giành vua phá lưới và cả Cầu thủ xuất sắc nhất: Masashi Nakayama năm 1998, Naohiro Takahara năm 2002, Marquinhos năm 2008 và Hisato Sato năm 2012.
| Năm  | Cầu thủ          | Bản thắng | Câu lạc bộ           | Quốc tịch |
| ---- | ---------------- | --------- | -------------------- | --------- |
| 1993 | Ramón Díaz       | 28        | Yokohama Marinos     | Argentina |
| 1994 | Frank Ordenewitz | 30        | JEF United Ichihara  | Đức       |
| 1995 | Masahiro Fukuda  | 32        | Urawa Red Diamonds   | Nhật Bản  |
| 1996 | Kazuyoshi Miura  | 23        | Verdy Kawasaki       | Nhật Bản  |
| 1997 | Patrick Mboma    | 25        | Gamba Osaka          | Cameroon  |
| 1998 | Masashi Nakayama | 36        | Jubilo Iwata         | Nhật Bản  |
| 1999 | Hwang Sun-Hong   | 24        | Cerezo Osaka         | Hàn Quốc  |
| 2000 | Masashi Nakayama | 20        | Jubilo Iwata         | Nhật Bản  |
| 2001 | Will             | 24        | Consadole Sapporo    | Brasil    |
| 2002 | Naohiro Takahara | 26        | Jubilo Iwata         | Nhật Bản  |
| 2003 | Ueslei           | 22        | Nagoya Grampus Eight | Brasil    |
| 2004 | Emerson          | 27        | Urawa Red Diamonds   | Brasil    |
| 2005 | Araújo           | 33        | Gamba Osaka          | Brasil    |
| 2006 | Washington       | 26        | Urawa Red Diamonds   | Brasil    |
| 2006 | Magno Alves      | 26        | Gamba Osaka          | Brasil    |
| 2007 | Juninho          | 22        | Kawasaki Frontale    | Brasil    |
| 2008 | Marquinhos       | 21        | Kashima Antlers      | Brasil    |
| 2009 | Ryoichi Maeda    | 20        | Jubilo Iwata         | Nhật Bản  |
| 2010 | Ryoichi Maeda    | 17        | Jubilo Iwata         | Nhật Bản  |
| 2010 | Joshua Kennedy   | 17        | Nagoya Grampus       | Úc        |
| 2011 | Joshua Kennedy   | 19        | Nagoya Grampus       | Úc        |
| 2012 | Hisato Satō      | 22        | Sanfrecce Hiroshima  | Nhật Bản  |
| 2013 | Yoshito Ōkubo    | 26        | Kawasaki Frontale    | Nhật Bản  |
| 2014 | Yoshito Ōkubo    | 18        | Kawasaki Frontale    | Nhật Bản  |
| 2015 | Yoshito Ōkubo    | 23        | Kawasaki Frontale    | Nhật Bản  |

## Tân binh xuất sắc nhất năm
Để là một tân binh thì cầu thủ phải đáp ứng các yêu cầu sau: 
- đó là mùa giải chuyên nghiệp đầu tiên của cầu thủ đó (trong nước hoặc nước ngoài);
- phải thi đấu hơn nửa mùa;
- tính tới ngày 2 tháng Tư của mùa giải đó, cầu thủ đó phải dưới 21 tuổi;
- đã giành giải này, sẽ không giành được nữa;

Cầu thủ trẻ nhất giành giải là Takayuki Morimoto: năm 2004 ở tuổi 16.
Tên cầu thủ đậm cũng có tên trong đội hình tiêu biểu mùa giải đó.
| Năm  | Cầu thủ              | Câu lạc bộ          | Vị trí | Quốc tịch |
| ---- | -------------------- | ------------------- | ------ | --------- |
| 1993 | Masaaki Sawanobori   | Shimizu S-Pulse     | TV     | Nhật Bản  |
| 1994 | Kazuaki Tasaka       | Bellmare Hiratsuka  | TV     | Nhật Bản  |
| 1995 | Yoshikatsu Kawaguchi | Yokohama Marinos    | TM     | Nhật Bản  |
| 1996 | Toshihide Saito      | Shimizu S-Pulse     | HV     | Nhật Bản  |
| 1997 | Atsushi Yanagisawa   | Kashima Antlers     | TĐ     | Nhật Bản  |
| 1998 | Shinji Ono           | Urawa Red Diamonds  | TV     | Nhật Bản  |
| 1999 | Yuji Nakazawa        | Verdy Kawasaki      | HV     | Nhật Bản  |
| 2000 | Kazuyuki Morisaki    | Sanfrecce Hiroshima | HV     | Nhật Bản  |
| 2001 | Koji Yamase          | Consadole Sapporo   | TV     | Nhật Bản  |
| 2002 | Keisuke Tsuboi       | Urawa Red Diamonds  | HV     | Nhật Bản  |
| 2003 | Daisuke Nasu         | Yokohama F. Marinos | HV     | Nhật Bản  |
| 2004 | Takayuki Morimoto    | Tokyo Verdy 1969    | TĐ     | Nhật Bản  |
| 2005 | Robert Cullen        | Jubilo Iwata        | TĐ     | Nhật Bản  |
| 2006 | Jungo Fujimoto       | Shimizu S-Pulse     | TV     | Nhật Bản  |
| 2007 | Takanori Sugeno      | Yokohama FC         | TM     | Nhật Bản  |
| 2008 | Yoshizumi Ogawa      | Nagoya Grampus      | TV     | Nhật Bản  |
| 2009 | Kazuma Watanabe      | Yokohama F. Marinos | TĐ     | Nhật Bản  |
| 2010 | Takashi Usami        | Gamba Osaka         | TV     | Nhật Bản  |
| 2011 | Hiroki Sakai         | Kashiwa Reysol      | HV     | Nhật Bản  |
| 2012 | Gaku Shibasaki       | Kashima Antlers     | TV     | Nhật Bản  |
| 2013 | Takumi Minamino      | Cerezo Osaka        | TĐ     | Nhật Bản  |
| 2014 | Caio                 | Kashima Antlers     | TV     | Brasil    |

## Huấn luyện viên xuất sắc nhất năm
| Năm  | Huấn luyện viên     | Câu lạc bộ           | Quốc tịch |
| ---- | ------------------- | -------------------- | --------- |
| 1993 | Yasutaro Matsuki    | Verdy Kawasaki       | Nhật Bản  |
| 1994 | Yasutaro Matsuki    | Verdy Kawasaki       | Nhật Bản  |
| 1995 | Arsène Wenger       | Nagoya Grampus Eight | Pháp      |
| 1996 | Nicanor             | Kashiwa Reysol       | Brasil    |
| 1997 | João Carlos         | Kashima Antlers      | Brasil    |
| 1998 | Osvaldo Ardiles     | Shimizu S-Pulse      | Argentina |
| 1999 | Steve Perryman      | Shimizu S-Pulse      | Anh       |
| 2000 | Nishino Akira       | Kashiwa Reysol       | Nhật Bản  |
| 2001 | Masakazu Suzuki     | Júbilo Iwata         | Nhật Bản  |
| 2002 | Masakazu Suzuki     | Júbilo Iwata         | Nhật Bản  |
| 2003 | Takeshi Okada       | Yokohama F. Marinos  | Nhật Bản  |
| 2004 | Takeshi Okada       | Yokohama F. Marinos  | Nhật Bản  |
| 2005 | Nishino Akira       | Gamba Osaka          | Nhật Bản  |
| 2006 | Guido Buchwald      | Urawa Red Diamonds   | Đức       |
| 2007 | Oswaldo de Oliveira | Kashima Antlers      | Brasil    |
| 2008 | Oswaldo de Oliveira | Kashima Antlers      | Brasil    |
| 2009 | Oswaldo de Oliveira | Kashima Antlers      | Brasil    |
| 2010 | Dragan Stojković    | Nagoya Grampus       | Serbia    |
| 2011 | Nelsinho Baptista   | Kashiwa Reysol       | Brasil    |
| 2012 | Hajime Moriyasu     | Sanfrecce Hiroshima  | Nhật Bản  |
| 2013 | Hajime Moriyasu     | Sanfrecce Hiroshima  | Nhật Bản  |
| 2014 | Kenta Hasegawa      | Gamba Osaka          | Nhật Bản  |

## Giải Fair-Play
Mục tiêu là có dưới 1 điểm-truyền thông để giành giải thưởng này. Đối với J.League giới hạn là 34, trong khi ở J.League 2 và J3 League giới hạn tương ứng là 42 và 33.
In đậm đội giành Cúp Hoàng tử Takamado.
| Năm  | Đội giành giải của J1                                                                                           | Đội giành giải của J2 | Đội giành giải của J3                           |
| ---- | --- | --- | ----------------------------------------------- |
| 1993 | không trao | Giải chưa tồn tại | Giải chưa tồn tại                               |
| 1994 | không trao | Giải chưa tồn tại | Giải chưa tồn tại                               |
| 1995 | không trao | Giải chưa tồn tại | Giải chưa tồn tại                               |
| 1996 | không trao | Giải chưa tồn tại | Giải chưa tồn tại                               |
| 1997 | Vissel Kobe | Giải chưa tồn tại | Giải chưa tồn tại                               |
| 1998 | không trao | Giải chưa tồn tại | Giải chưa tồn tại                               |
| 1999 | không trao | không trao | Giải chưa tồn tại                               |
| 2000 | không trao | không trao | Giải chưa tồn tại                               |
| 2001 | không trao | không trao | Giải chưa tồn tại                               |
| 2002 | không trao | không trao | Giải chưa tồn tại                               |
| 2003 | không trao | không trao | Giải chưa tồn tại                               |
| 2004 | không trao | không trao | Giải chưa tồn tại                               |
| 2005 | không trao | không trao | Giải chưa tồn tại                               |
| 2006 | không trao | không trao | Giải chưa tồn tại                               |
| 2007 | Gamba Osaka | không trao | Giải chưa tồn tại                               |
| 2008 | Shimizu S-Pulse, Gamba Osaka                                                                                    | Vegalta Sendai | Giải chưa tồn tại                               |
| 2009 | Jubilo Iwata, Montedio Yamagata                                                                                 | Vegalta Sendai | Giải chưa tồn tại                               |
| 2010 | Sanfrecce Hiroshima, Montedio Yamagata, Yokohama F. Marinos                                                     | không trao | Giải chưa tồn tại                               |
| 2011 | Gamba Osaka, Montedio Yamagata                                                                                  | F.C. Tokyo | Giải chưa tồn tại                               |
| 2012 | Sanfrecce Hiroshima, Kawasaki Frontale                                                                          | không trao | Giải chưa tồn tại                               |
| 2013 | Sanfrecce Hiroshima, Vegalta Sendai                                                                             | Gamba Osaka, Vissel Kobe, Matsumoto Yamaga, Fagiano Okayama                                                                                | Giải chưa tồn tại                               |
| 2014 | Sanfrecce Hiroshima, Vegalta Sendai, Urawa Red Diamonds, Yokohama F. Marinos, Albirex Niigata, Tokushima Vortis | Montedio Yamagata, Thespakusatsu Gunma, Shonan Bellmare, Matsumoto Yamaga, Jubilo Iwata, Kyoto Sanga, Fagiano Okayama, Giravanz Kitakyushu | Fukushima United, Fujieda MYFC, Nagano Parceiro |

## Giải Fair-Play cá nhân
Giải bắt đầu trao từ 1996.
| Năm  | Cầu thủ              | Vị trí     | Câu lạc bộ          | Quốc tịch         |
| ---- | -------------------- | ---------- | ------------------- | ----------------- |
| 1996 | Masayuki Okano       | TĐ         | Urawa Reds          | Nhật Bản          |
| 1997 | Akihiro Nagashima    | TĐ         | Vissel Kobe         | Nhật Bản          |
| 1998 | Naoki Soma           | HV         | Kashima Antlers     | Nhật Bản          |
| 1999 | không trao           | không trao | không trao          | không trao        |
| 2000 | Atsushi Yoneyama     | HV         | Tokyo Verdy         | Nhật Bản          |
| 2001 | Yuta Minami          | TM         | Kashiwa Reysol      | Nhật Bản          |
| 2002 | Keisuke Tsuboi       | HV         | Urawa Reds          | Nhật Bản          |
| 2003 | Yuichi Nemoto        | HV         | Vegalta Sendai      | Nhật Bản          |
| 2003 | Hitoshi Sogahata     | TM         | Kashima Antlers     | Nhật Bản          |
| 2003 | Naohiro Ishikawa     | TV         | F.C. Tokyo          | Nhật Bản          |
| 2003 | Shohei Ikeda         | HV         | Shimizu S-Pulse     | Nhật Bản          |
| 2004 | Takashi Shimoda      | TM         | Sanfrecce Hiroshima | Nhật Bản          |
| 2004 | Yoshinari Takagi     | TM         | Yokohama F. Marinos | Nhật Bản          |
| 2005 | Teruyuki Moniwa      | HV         | F.C. Tokyo          | Nhật Bản          |
| 2005 | Masashi Oguro        | TĐ         | Gamba Osaka         | Nhật Bản          |
| 2006 | Satoru Yamagishi     | TV         | JEF United Chiba    | Nhật Bản          |
| 2006 | Yuichi Nemoto        | HV         | Oita Trinita        | Nhật Bản          |
| 2007 | Daisuke Sakata       | TĐ         | Yokohama F. Marinos | Nhật Bản          |
| 2007 | Hisato Sato          | TĐ         | Sanfrecce Hiroshima | Nhật Bản          |
| 2007 | Teruyoshi Ito        | TV         | Shimizu S-Pulse     | Nhật Bản          |
| 2008 | Yoshikatsu Kawaguchi | TM         | Jubilo Iwata        | Nhật Bản          |
| 2009 | Eiji Kawashima       | TM         | Kawasaki Frontale   | Nhật Bản          |
| 2009 | Kota Hattori         | TV         | Sanfrecce Hiroshima | Nhật Bản          |
| 2010 | Tomoaki Makino       | HV         | Sanfrecce Hiroshima | Nhật Bản          |
| 2011 | Ryang Yong-gi        | TV         | Vegalta Sendai      | CHDCND Triều Tiên |
| 2011 | Kosuke Ota           | HV         | Shimizu S-Pulse     | Nhật Bản          |
| 2012 | Hisato Satō          | TĐ         | Sanfrecce Hiroshima | Nhật Bản          |
| 2013 | Yoichiro Kakitani    | TĐ         | Cerezo Osaka        | Nhật Bản          |
| 2013 | Hisato Satō          | TĐ         | Sanfrecce Hiroshima | Nhật Bản          |
| 2014 | Shusaku Nishikawa    | TM         | Urawa Reds          | Nhật Bản          |
| 2014 | Masato Kudo          | TĐ         | Kashiwa Reysol      | Nhật Bản          |
| 2014 | Ryota Morioka        | TV         | Vissel Kobe         | Nhật Bản          |
| 2014 | Yohei Toyoda         | TĐ         | Sagan Tosu          | Nhật Bản          |
| 2014 | Hiroki Mizumoto      | HV         | Sanfrecce Hiroshima | Nhật Bản          |
| 2014 | Yasuhiro Hiraoka     | HV         | Shimizu S-Pulse     | Nhật Bản          |